# Mauro Gerosa
Mauro Gerosa (Oggiono, província de Lecco, 9 d'octubre de 1974) va ser un ciclista italià. Fou professional entre 2000 i 2006.

## Palmarès

### Resultats al Tour de França
- 2005. 137è de la classificació general

### Resultats al Giro d'Itàlia
- 2000. 97è de la classificació general
- 2001. 77è de la classificació general
- 2002. 102è de la classificació general
- 2003. 79è de la classificació general
- 2004. 62è de la classificació general

### Resultats a la Volta a Espanya
- 2004. 95è de la classificació general
- 2005. 103è de la classificació general